# Armagh (Pensilvania)
Armagh es un borough ubicado en el condado de Indiana en el estado estadounidense de Pensilvania. En el año 2000 tenía una población de 131 habitantes y una densidad poblacional de 889 personas por km².

## Geografía
Armagh se encuentra ubicado en las coordenadas 40°27′34″N 79°01′50″O / 40.45944, -79.03056.

## Demografía
Según la Oficina del Censo en 2000 los ingresos medios por hogar en la localidad eran de $31,806 y los ingresos medios por familia eran $34,167. Los hombres tenían unos ingresos medios de $30,833 frente a los $24,167 para las mujeres. La renta per cápita para la localidad era de $18,309. Alrededor del 10.9% de la población estaba por debajo del umbral de pobreza.